# Вазодилатација
Вазодилатација је процес ширења крвних судова, што доводи до повећања њиховог пречника и смањења отпора протоку крви. Овај механизам игра кључну улогу у регулацији крвног притиска и дотока крви до различитих ткива и органа у организму.

## Механизми вазодилатације
Вазодилатација може бити изазвана различитим механизмима, укључујући:
- Неурогени механизми: Активација парасимпатичког нервног система доводи до ослобађања ацетилхолина, који дјелује на ендотелне ћелије крвних судова, стимулишући производњу азот-оксида (NO). NO је снажан вазодилататор који опушта глатке мишиће у зидовима крвних судова.[1]

- Хуморални механизми: Хормони као што су адреналин и норадреналин могу дјеловати на β2-адренорецепторе, узрокујући вазодилатацију. Такође, простагландини и брадикинин су познати вазодилататори који се ослобађају у одређеним физиолошким и патолошким стањима.[2]

- Локални механизми: Повећана метаболичка активност ткива доводи до акумулације метаболита као што су угљен-диоксид, водоникови јони и аденозин, који директно узрокују ширење крвних судова како би се повећао доток крви у активно ткиво.[3]

## Физиолошка улога
Вазодилатација је од суштинског значаја за одржавање хомеостазе у организму. Она омогућава прилагођавање дотока крви у складу са потребама ткива, регулише тјелесну температуру путем повећаног протока крви кроз кожу и учествује у одржавању оптималног крвног притиска.

## Патофизиологија
Поремећаји у механизмима вазодилатације могу довести до различитих здравствених проблема. Прекомјерна вазодилатација може изазвати хипотензију (низак крвни притисак), док недовољна вазодилатација може допринијети развоју хипертензије (повишен крвни притисак) и смањеном дотоку крви до ткива, што може резултирати исхемијом.

## Терапијска примјена
Многи лијекови користе механизме вазодилатације за лијечење различитих стања:
- Антихипертензиви: Лијекови као што су АЦЕ инхибитори и блокатори калцијумових канала дјелују вазодилататорно, снижавајући крвни притисак.[2]

- Антиангинозни лијекови: Нитрати изазивају вазодилатацију коронарних артерија, побољшавајући доток крви до срчаног мишића и ублажавајући симптоме ангине пекторис.[1]

- Еректилна дисфункција: Инхибитори фосфодиестеразе типа 5, као што је силденафил, промовишу вазодилатацију у пенису, олакшавајући постизање и одржавање ерекције.[5]